# لایه‌بندی (آب)

لایه‌بندی دریاچه‌ها یکی از نمونه‌های لایه‌بندی در آب است: دریاچه‌ها به سه بخش جداگانه تقسیم می‌شوند: I. اپی‌لیمنیون II. متالیمنیون III. هیپولیمنیون

لایه‌بندی (به انگلیسی: Stratification) جداسازی آب به صورت لایه‌ای است. دو نوع اصلی لایه‌بندی آب، لایه‌بندی یکنواخت و لایه‌ای است. لایه‌بندی لایه‌ای در تمام حوضه‌های اقیانوسی رخ می‌دهد. لایه‌های لایه‌بندی‌شده به عنوان مانعی برای آمیختگی آب عمل می‌کنند که بر تبادل گرما، کربن، اکسیژن و دیگر مواد مغذی تأثیر می‌گذارد. به دلیل فراچاهش و فروچاهش، که هر دو بر اثر باد هستند، آمیختگی لایه‌های مختلف می‌تواند به ترتیب از طریق افزایش آب سرد غنی از مواد مغذی و آب گرم رخ دهد. به‌طور کلی، لایه‌ها بر اساس چگالی آب هستند: سنگین‌تر و در نتیجه متراکم‌تر، آب در زیر آب سبک‌تر است که نشان‌دهنده یک لایه‌بندی پایدار است.
لایه‌بندی در چندین نوع آب مانند اقیانوس‌ها، دریاچه‌ها، مصب‌ها، غارهای پرآب، سفره‌های زیرزمینی و برخی رودخانه‌ها رخ می‌دهد.
لایه‌بندی اقیانوسی، جداسازی طبیعی آب اقیانوس به لایه‌های افقی بر اساس چگالی است و در تمام حوضه‌های اقیانوسی رخ می‌دهد. آب متراکم‌تر زیر آب سبک‌تر است که نشان‌دهنده یک لایه‌بندی پایدار است. پیکنوکلین لایه‌ای است که سرعت تغییر چگالی در آن بیشتر است.

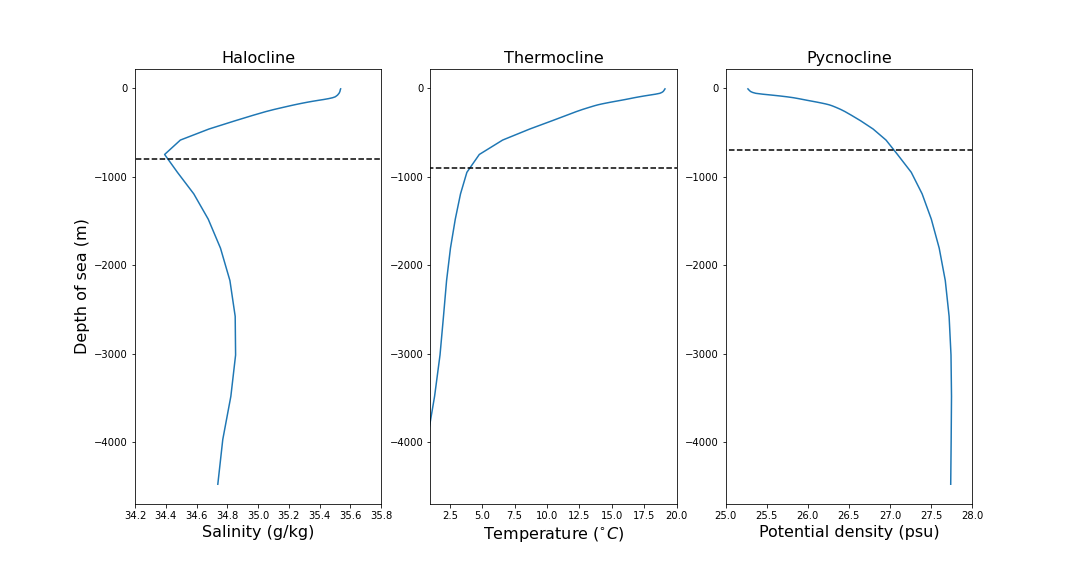
شیب شوری (هالوکلاین)، شیب دما (ترموکلاین) و شیب تراکم احتمالی (پیکنوکلین) در 10E، 30S. برای این نگاره از میانگین سالانه سال ۲۰۰۰ از داده‌های GODAS استفاده شده‌است.